# 전염성해면상뇌병증
전염성해면상뇌병증(傳染性]海綿狀腦病症, transmissible spongiform encephalopathy, TSE)은 포유동물의 뇌가 프리온(prion)이라는 단백질이 이상 증식하여 스폰지처럼 되어 알츠하이머 증상과 유사한 증상과 전신 경련을 일으키고 끝내는 사망에 이르게 하는 병이다. 불치병으로, 2007년 일본 기후 대학 연구팀이 프리온 병을 억제하는 것으로 여겨지는 'GN8' 인자를 발견하는 등 진단과 치료를 위한 연구가 계속되고 있다.
프리온 병은 일반적으로 프리온 입자를 받아들인 후 수 년 내에 발병하나, 수 십년후 발병할 수도 있다. 프리온이 일으키는 병은 소의 광우병(MCD/BSE), 양의 진전병(scrapie), 인간의 변형 크로이츠펠트-야코프병(vCJD), 쿠루병(kuru) 등이 있다.

## 참고 문헌
- This entry incorporates public domain text originally from the National Institute of Neurological Disorders and Stroke, National Institutes of Health  and the U.S. National Library of Medicine